# Asepsia
Asepsia es un término médico que define al conjunto de métodos aplicados para la conservación de la esterilidad. Cómo el uso correcto de ropa, instrumental, materiales y equipos estériles, sin contaminarlos en todo procedimiento cirujano se conoce como asepsia. También se le denomina asepsia a la acción que se realiza al limpiar un área determinada. Ejemplo: al administrar una inyección se debe limpiar adecuadamente con un algodón y alcohol; se denomina asepsia porque "a" es igual a "sin" y "sepsia" es igual a "microbios o microorganismos".

## Historia
El concepto moderno de asepsia evolucionó en el siglo XIX a través de múltiples individuos. Ignaz Semmelweis demostró que lavarse las manos antes del parto reduce la fiebre puerperal. A pesar de esto, muchos hospitales continuaron practicando la cirugía en condiciones insalubres, y algunos cirujanos se enorgullecieron de sus batas quirúrgicas manchadas de sangre. No fue hasta después de leer los hallazgos de Louis Pasteur que Joseph Lister introdujo el uso de ácido carbólico como antiséptico y, al hacerlo, redujo las tasas de infección quirúrgica. Lawson Tait luego cambió el movimiento de la antisepsia a la asepsia, inculcando prácticas como una estricta política de no hablar dentro de su sala de operaciones y limitando drásticamente el número de personas que entran en contacto con la herida de un paciente. Ernst von Bergmann también presentó el autoclave, un dispositivo utilizado para la práctica de la esterilización de instrumentos quirúrgicos.

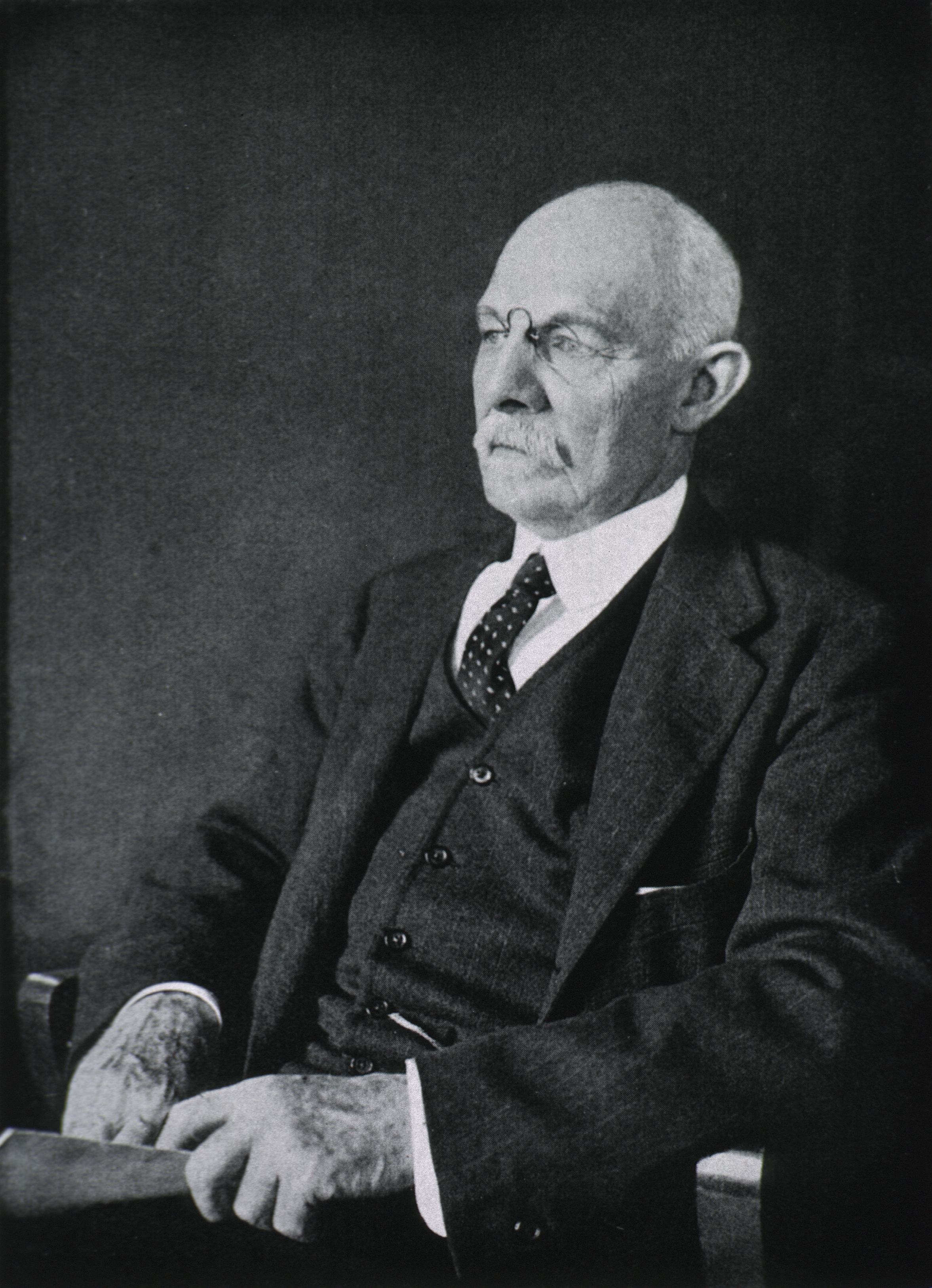
Imagen de William Stewart Halsted

Pero William Halsted fue pionero en todo, desde uniformes de quirófano hasta guantes. Precediendo a la vestimenta moderna, Halsted implementó una política de no ropa de calle en su sala de operaciones, optando por usar un uniforme completamente blanco y estéril y gorro. Esto ayudó a prevenir la introducción de infecciones en heridas abiertas. Además, Halsted esterilizaba el sitio de la operación con alcohol, yodo y otros desinfectantes y usaba cortinas para cubrir todas las áreas excepto la quirúrgica. En su departamento del Hospital Johns Hopkins, impuso un ritual de lavado de manos extremo que consistía en sumergir en productos químicos peligrosos y fuertes como el permanganato y la solución de bicloruro de mercurio, así como restregar con cepillos duros. El daño en las manos de una enfermera quirúrgica lo obligó a crear la primera forma de guantes quirúrgicos con Goodyear Rubber Company. Estos guantes se convirtieron en parte del estándar de cirugía aséptica cuando el Dr. Joseph Colt Bloodgood y varios otros comenzaron a usarlos para ese propósito en particular.